# Brian Barry

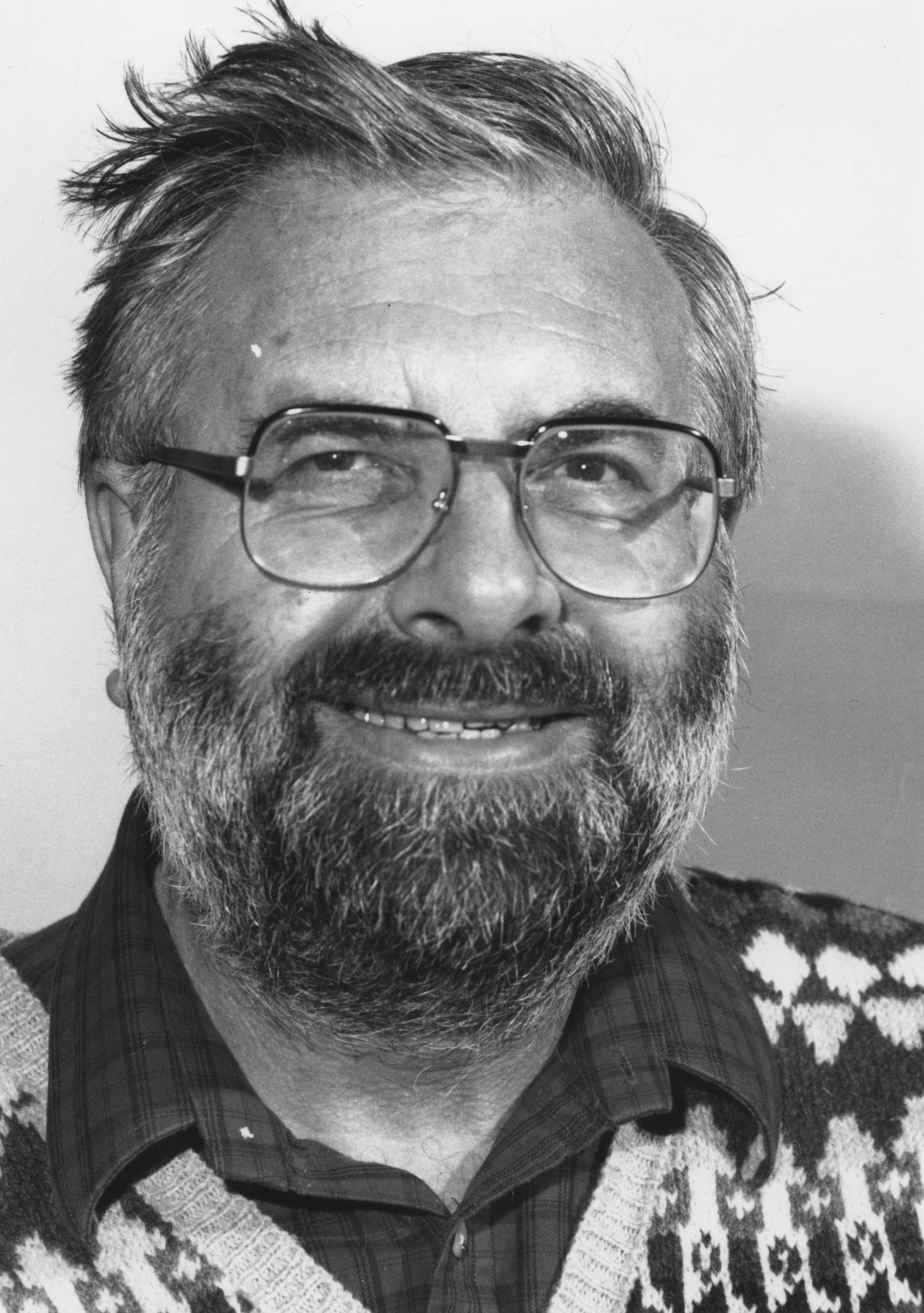
Brian Barry (jaren 1980)

Brian Barry (13 januari 1936 - 10 maart  2009) was een Engelse filosoof, gespecialiseerd in de moraalfilosofie en de politieke filosofie. Hij studeerde aan de Universiteit van Oxford en was hoogleraar in de politieke filosofie aan Columbia University en hoogleraar in de politieke wetenschappen aan de London School of Economics. Zijn filosofische opvattingen behoren tot de liberale stroming. 

## Publicaties
- Why Social Justice Matters (Polity 2005)
- Culture and Equality: An Egalitarian Critique of Multiculturalism (2001)
- Justice as Impartiality (1995)
- Theories of Justice (Berkeley, 1989)
- Democracy, Power, and Justice: Essays in Political Theory (Oxford, 1989)
- The Liberal Theory of Justice (1973)
- Sociologists, Economists and Democracy (1970)
- Political Argument (1965, Reissue 1990)

- Biblioteca Nacional de España: XX848168
- Bibliothèque nationale de France: cb121817233 (data)
- Catàleg d'autoritats de noms i títols de Catalunya: 981058530446406706
- Gemeinsame Normdatei: 121846636
- International Standard Name Identifier: 0000 0001 0932 1634
- Library of Congress Control Number: n82001620
- Nationale Bibliotheek van Letland: 000010537
- Nationale Bibliotheek van Tsjechië: jo2002139677
- Nationale Bibliotheek van Israël: 987007273598205171
- Nederlandse Thesaurus van Auteursnamen: 069204799
- Istituto Centrale per il Catalogo Unico: LO1V026560
- SNAC: w6g00sjv
- Système universitaire de documentation: 030394155
- Virtual International Authority File: 108871221
- WorldCat: E39PBJfgYby3JBjmpDgMjKJxDq